# Franco Iseppi
Franco Giuseppe Iseppi (Milano, 23 maggio 1939) è un dirigente pubblico, produttore televisivo e autore televisivo italiano.
Produttore, curatore, ideatore di numerosi programmi televisivi (tra i quali va ricordato L'albero azzurro, per bambini in età prescolare, nonché la collaborazione venticinquennale con Enzo Biagi in programmi e inchieste giornalistiche), è un esperto di apparati di comunicazione di massa. 
Insegna al Politecnico di Torino e alla Università Cattolica di Milano.
Ha ricoperto vari incarichi dirigenziali in Rai: Direttore dei Palinsesti TV dal 1993 al 1996, Direttore Generale dal 1996 al 1998. Dal 1998 al 2003 Presidente della Sipra, concessionaria della pubblicità della Rai stessa. Dal 1998 al 2003 è stato anche responsabile, come Direttore di Rai Giubileo, dei rapporti tra la Rai e il Vaticano per il grande Giubileo cattolico del 2000. Dal 2004 al 2009 Presidente e Amministratore Delegato di Rai Click. 
Dal 2007 membro del Consiglio Direttivo del Touring Club Italiano, Vicepresidente dal 2008 e Presidente dal 2010.